# Dom Bajek

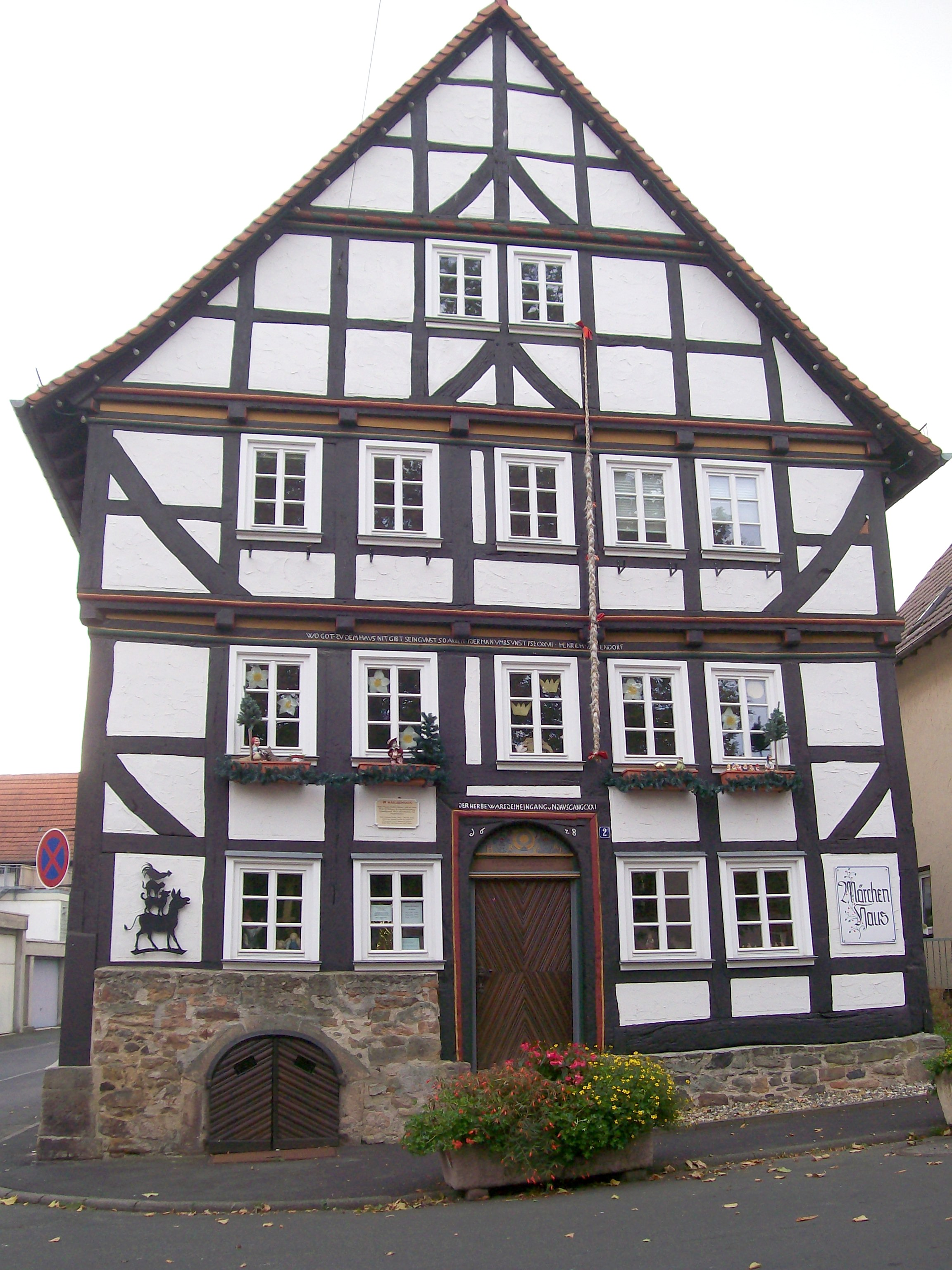
Dom Bajek w Alsfeld

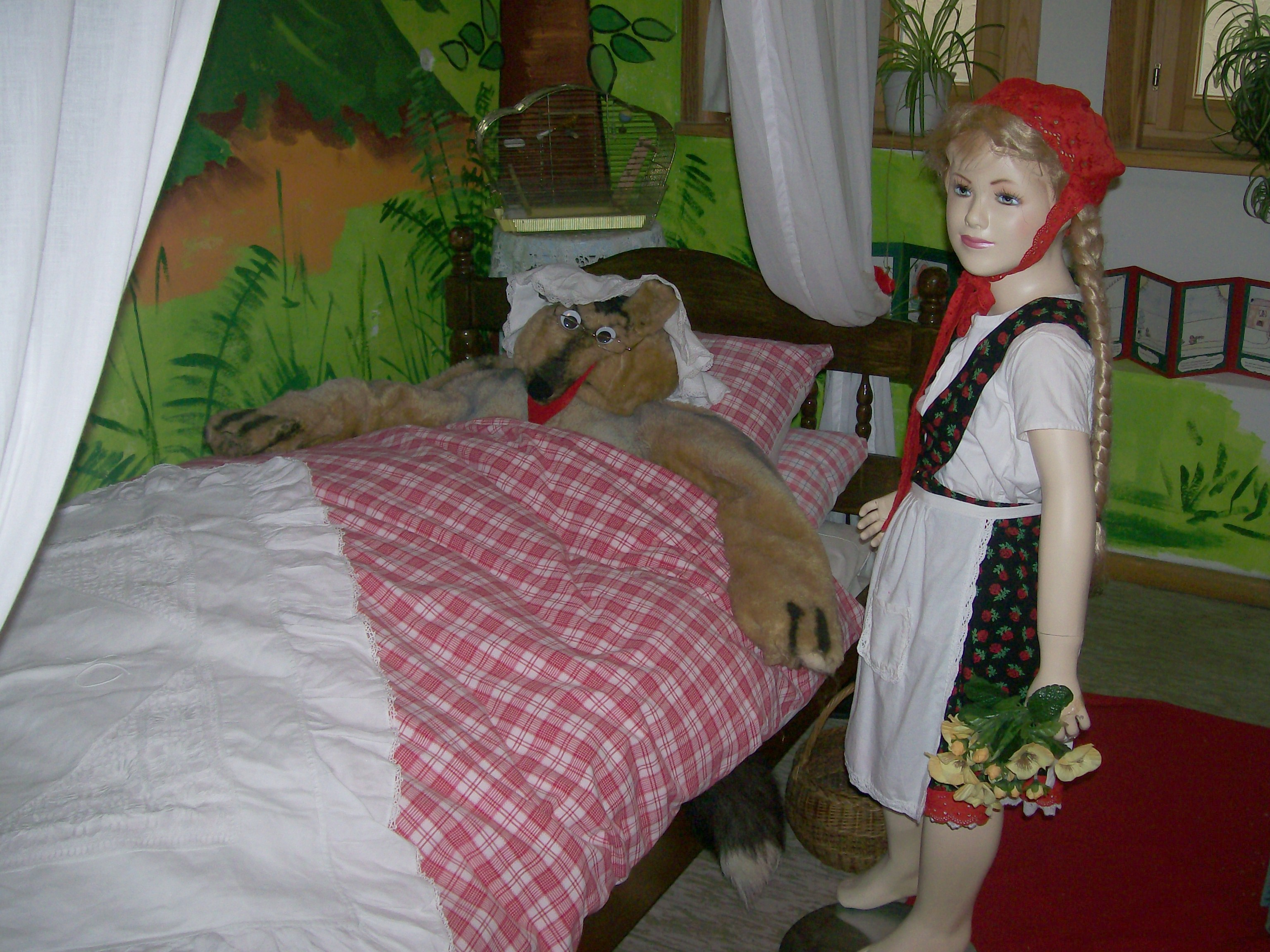
Czerwony Kapturek w Domu Bajek w Alsfeld

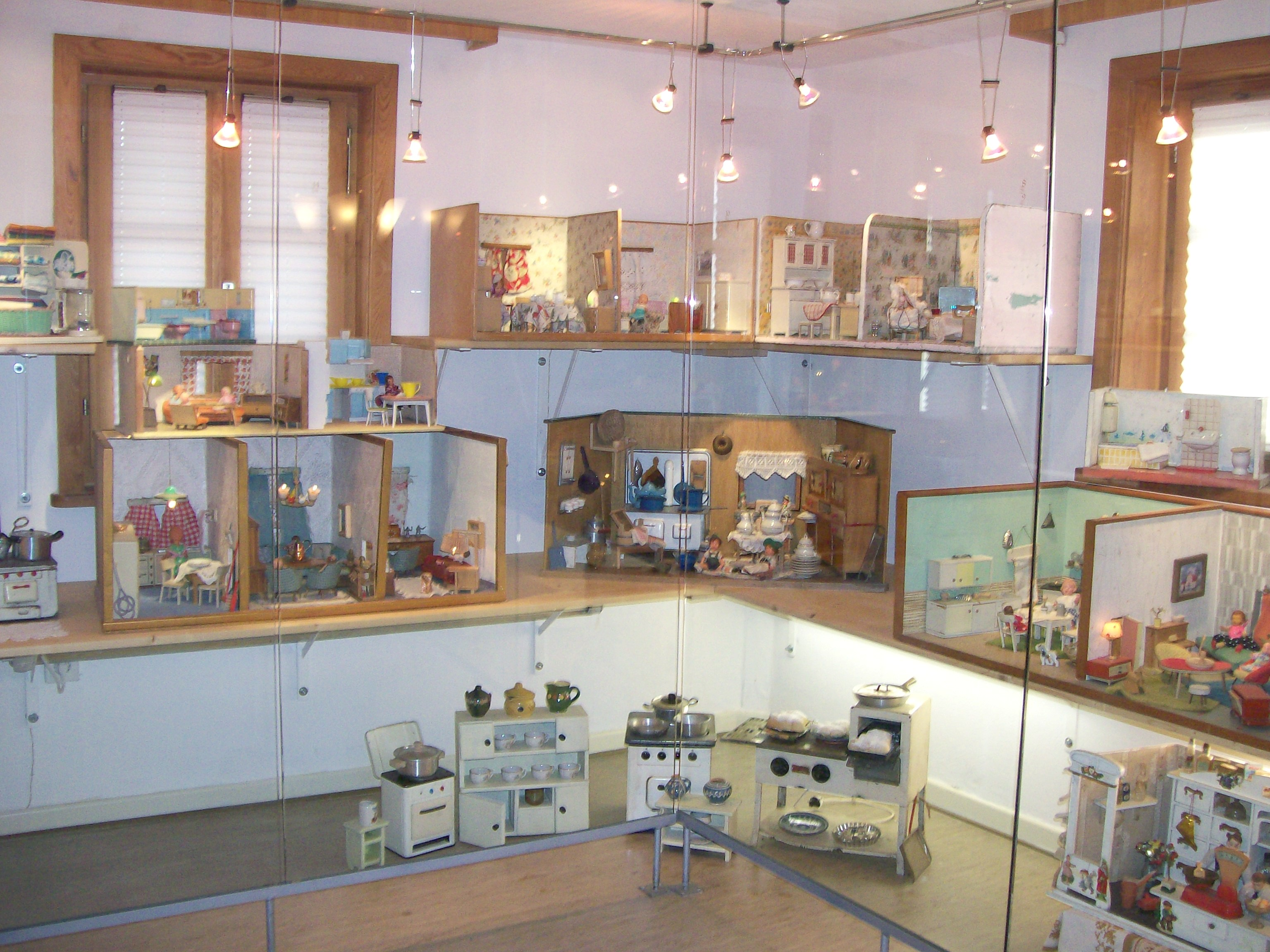
Domki (pokoje) dla lalek w Domu Bajek w Alsfeld

Dom Bajek – muzeum w Alsfeld, w którym wyeksponowano postacie ze świata baśni braci Grimm i zgromadzono zabawki, głównie domki dla lalek.
Dom Bajek znajduje się na Niemieckim Szlaku Baśniowym na obrzeżach miasta Alsfeld w zabytkowym budynku z 1628 z tzw. muru pruskiego. W latach 1968–1969 wykonano kapitalny remont tylnej i przedniej ściany budowli wykonanej z drewna dębowego. Odrestaurowany dom został poświęcony baśniom braci Grimm, którzy zamieszkiwali niegdyś w tym regionie, a w latach 1802–1806 studiowali w pobliskim Marburgu. Przemierzając Niemcy, zbierali stare podania, mity oraz opowieści ludowe i spisywali je, wydając na ich podstawie zbiory baśni, które z czasem stały się popularne na całym świecie. 
W kilku salach na parterze budynku prezentowane są sceny z baśni braci Grimm razem z figurkami baśniowych postaci: Czerwonego Kapturka, Śnieżki i siedmiu krasnoludków, wróżki, czarownic i książąt. Opowiadaniem bajek, co stanowi jedną z atrakcji muzeum, zajmuje się zawodowo Gudrun Grünberg.
Na I piętrze zgromadzono zabawki, są to głównie: domki (pokoje) dla lalek. Kolekcja ukazuje miniaturowe wnętrza odzwierciedlające domy z XIX i XX wieku, w większości z terenu Rudaw.
Dom bajek jest czynny trzy razy w tygodniu: w środy, soboty i niedziele. Wystawę można oglądać indywidualnie i grupowo. Specjalnie dla dzieci organizowane są imprezy urodzinowe, na które z wyprzedzeniem trzeba uzgadniać terminy.